# Johny Erlandsson
Johny Erlandsson, folkbokförd Kenth Jonny Sigvard Erlandsson, född 11 september 1955 i Ekeberga församling i Kronobergs län, är en svensk för detta fotbollsspelare som under åren 1973-1988 gjorde 753 matcher för Kalmar FF på vilka han gjorde 254 mål.
Erlandsson, med smeknamnet "Kostaexpressen" på grund av sin snabbhet och förmåga att löpa i djupled, gjorde sammanlagt 4 A-landskamper.

## Biografi
Erlandsson var sitt Kalmar trogen under hela sin elitkarriär där han fick han vara med om att både ta sig upp i Allsvenskan och åka ur densamma; detta ett flertal gånger. De största framgångarna blev två segrar i Svenska cupen: 1981 och 1987, samt en andraplats i Allsvenskan 1985.
År 1977 hade Erlandsson utvecklat sitt spel så pass att han fick göra landslagsdebut. Fram till 1981 blev det sammanlagt 4 stycken.
Efter elitkarriären har Erlandsson spelat fotboll på mer lokal, lägre nivå. Under ett flertal år var han spelande tränare för småländska Söderåkra AIK i div 4 och 5. Han tränade senare öländska IFK Borgholm vilka han förde upp flera divisioner i seriesystemet på ett fåtal år.

### En legendar i Kalmar FF
Erlandsson är jämte Henrik Rydström en av två spelare i Kalmar FF:s historia som fått sitt tröjnummer (nr 15 i Erlandssons fall) pensionerat.  När Allsvenskan 2024 firade 100 år så valde Kalmar FF att spela en match i tröjor inspirerade av säsongen 1977. Vid detta tillfället fick Erlandsson fick ta den symboliska avsparken och hyllades samtidigt med ett tifo vid Kalmarklacken.

### Utanför fotbollsplanen
Numera (2017) är Erlandsson aktiv som ledare för badmintonklubben BK Fåken, hemmahörande i hans bostadsort Färjestaden på Öland.

## Meriter

### I klubblag
Kalmar FF
- Lilla silvret i Fotbollsallsvenskan 1977
- 2:a plats i Fotbollsallsvenskan 1985 (Dock ingen medalj då SM-slutspel vidtog där KFF förlorade mot blivande mästarna Örgryte IS i semifinal)
- Svenska Cupen (2): 1980/81, 1986/87

### I landslag
Sverige
- A-landskamper/mål: 4/0

### Webbkällor
- [1]
- Kalmar FF firar 100 år Svensk Fotbolls webbplats